# 月尾刺尾魚
月尾刺尾魚，為輻鰭魚綱鱸形目刺尾魚亞目刺尾魚科的其中一個種，於1855年由法國博物學家 François-Louis Laporte, comte de Castelnau 首次正式描述，其模式產地為巴西的巴伊亞。

## 分布
本魚分布於大西洋區，包括美國、加勒比海、巴西、哥倫比亞、委內瑞拉、蓋亞那、法屬圭亞那、蘇利南、聖赫勒拿島、阿森松岛等海域。

## 深度
水深2至80公尺。

## 特徵
本魚體呈橢圓形而側扁。口小，端位，上下頜各具一列扁平齒，齒固定不可動，齒緣具缺刻。體為藍灰色，眼睛周圍有淺色到深色的斑紋，大多數的背鰭、臀鰭和尾鰭上有藍色或白色的斑紋，有時在尾巴的根部可以看到淺色的條紋，尾鰭成半月形，腹鰭與臀鰭基部為白色，尾柄硬棘部黑色。背鰭硬棘9枚；背鰭軟條23至26枚；臀鰭硬棘3枚；臀鰭軟條21至23枚，體長可達12.8公分。

## 生態
本魚棲息在淺海礁區，常成小群行動，屬草食性，以藻類為食，其尾部硬棘會造成創傷。

## 經濟利用
可作為食用魚及觀賞魚。